# Ville Valtonen
Ville Veikko Valtonen, född 6 juli 1944 i Helsingfors, är en finländsk läkare. 
Valtonen, som är specialist i inre medicin och infektionssjukdomar, blev vid Helsingfors universitet medicine och kirurgie doktor 1972, docent i klinisk mikrobiologi 1976 och i inre medicin 1987. Han tjänstgjorde vid serobakteriologiska institutionen vid Helsingfors universitet 1978–1982, som specialistläkare vid andra medicinska kliniken vid Helsingfors universitetscentralsjukhus (HUCS) 1982–1988, som avdelningsöverläkare där 1988–2000 och därefter som överläkare vid kliniken för infektionssjukdomar vid HUCS. 
Utöver att vara en av Finlands främsta experter på infektionssjukdomar är Valtonen en allmänt uppskattad som föreläsare och lärare och hans expertis anlitas ofta av den offentliga förvaltningen och av media. Han har publicerat vetenskapliga arbeten om klinisk mikrobiologi och infektionssjukdomar och i synnerhet forskat i sambandet mellan infektioner och hjärt-kärlsjukdomar. Han tilldelades professors titel 1998 och belönades med Konrad ReijoWaara-priset 2005